# カンニング

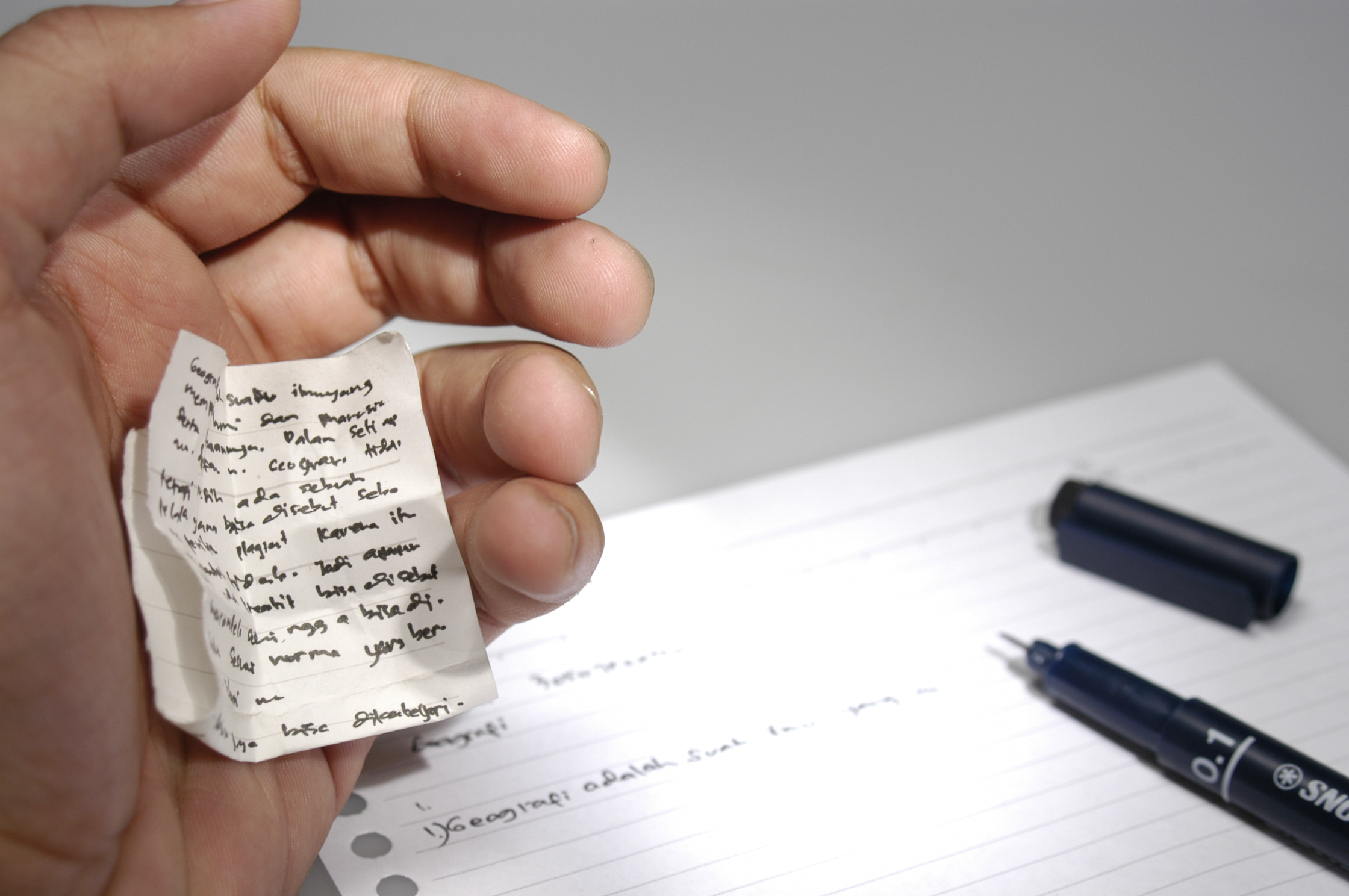
手にカンニングペーパーを隠し持っている様子

カンニング（英語: cheating）とは、日本では試験のとき、隠し持ったメモや他人の答案を見るなどして、答案を作成する不正行為の名称であり、学業不正の1つである。不正行為とも呼ばれる。

## 語源

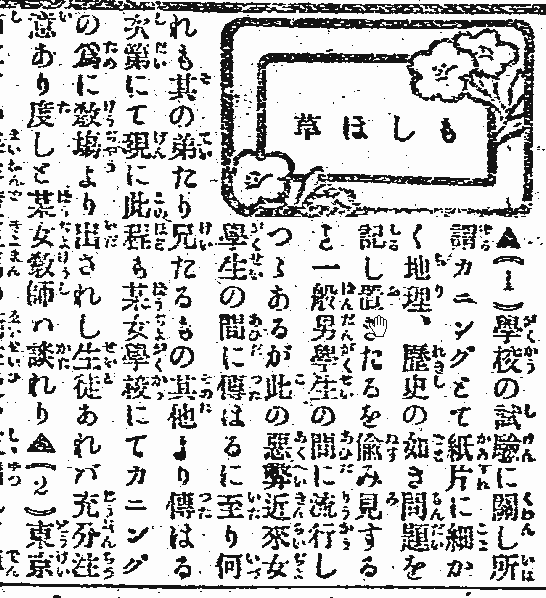
読売新聞1905年（明治38年）の記事

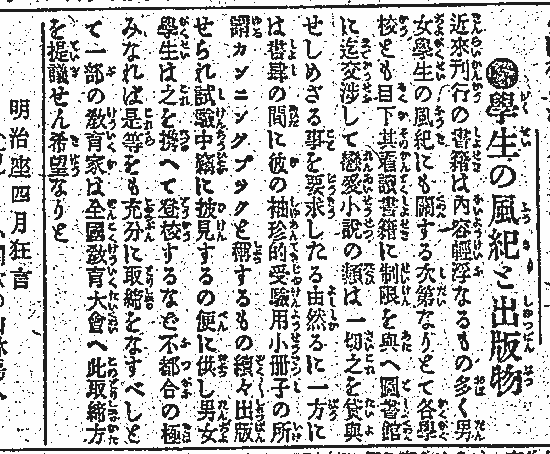
朝日新聞1907年（明治40年）の記事

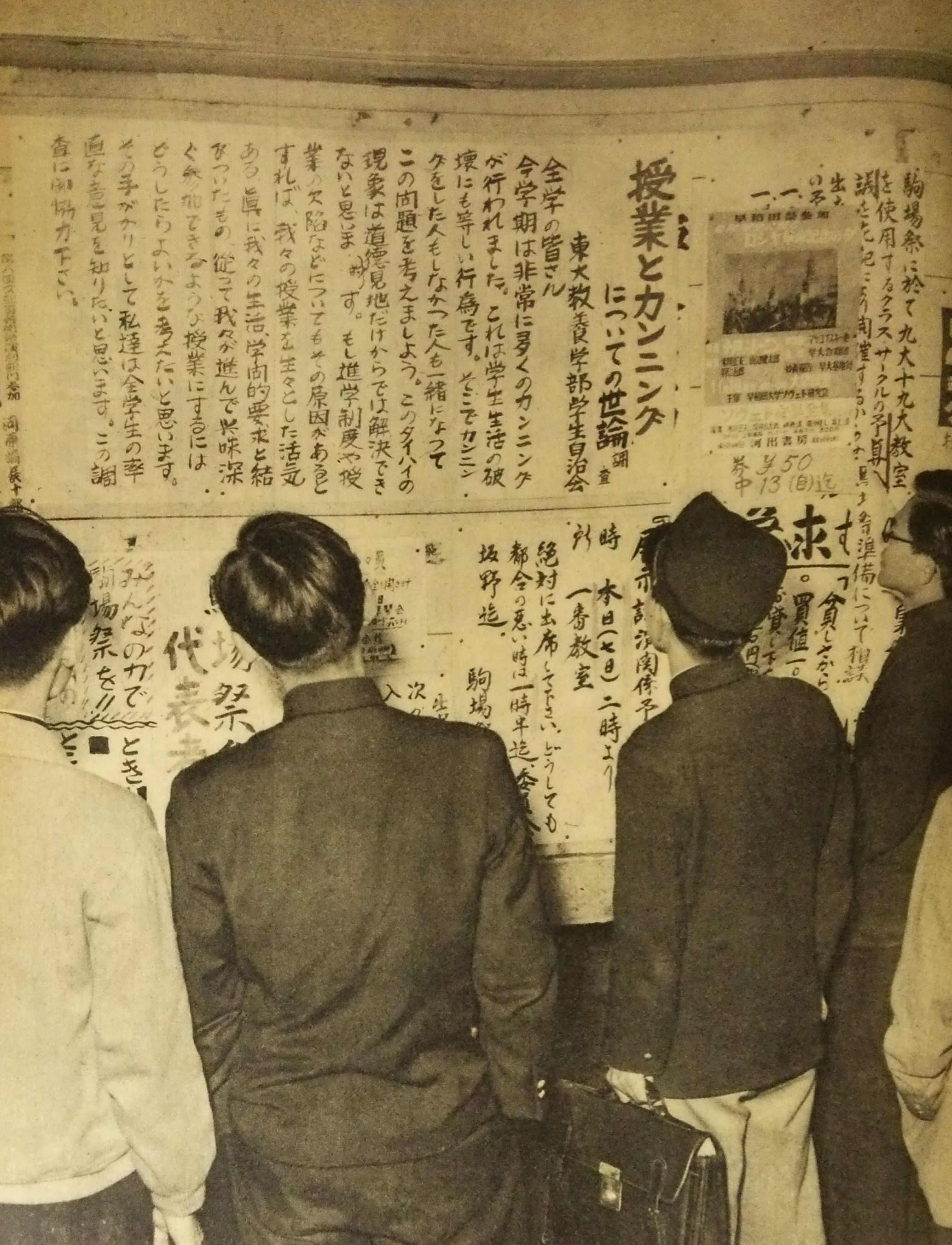
カンニングについての意識調査を呼びかける東京大学の壁新聞（1953年）

語源となったのは英語の"cunning"（カニング - 狡猾な、ずる賢い）であるが、日本語のカンニングは英語ではcheating（チーティング - 不正行為）という。すなわち日本語のカンニングは和製英語である。
日本語におけるこの意味での用法としては、
- 1902年（明治35年）出版の内田魯庵の著書『社会百面相』では、「猾手段」にカンニングと振り仮名が付いている[2]。
- 1905年（明治38年）3月14日の読売新聞朝刊ミニコーナー『もしほ草』に「試験で盗み見することをカニングという」という記事がある。
- 1923年（大正12年）に芥川龍之介が書いた『大正十二年九月一日の大震に際して』に、また1934年（昭和9年）に発表された夢野久作の短編小説『木霊』にも、この意味での「カンニング」という言葉が出てくる。

これらから、戦前から流布していたことが分かる。

## 手口
下記のようなものが考えられるが、いずれも不正行為であり、試験中においては挙動不審となりやすい。入試合格を取り消されたり、進級や卒業ができなくなるので絶対に実行しないこと。
記憶しきれない公式や用語など、テストに出題される可能性があるものをメモにし、筆箱など手元に忍ばせ、試験中に参照する。
このメモを「カンニングペーパー」、略称「カンペ」という（英語ではcheat sheet（チートシート） という）。ただし、試験にメモの内容通りのものが出るとは限らない。また、カンニングペーパー防止のため、試験中に使用する筆記用具以外のものを置くことそのものを禁止する例も多い。
一部には辞書・教科書・ノート・メモなどの持込みを許可する試験もあり、その場合、これらの持込物を参照する行為はカンニングではない。（もちろん、これらの持ち込みが許可されていても他人の解答を見ると当然カンニング扱いになる。）
ただし、持込物に書き込みをすることは禁止されている場合もあり、そのような持込物への書き込みが発覚した場合はカンニングと見なされることもある。
机の上や体（手のひら、太腿など）や文房具（筆記用具や消しゴム等）に直接書き込む。
その対処として、机に落書きが残っている状態のまま試験を受けている場合、試験監督者が無条件でカンニングと見なす場合もある。
他人の解答をのぞき見る。
不自然な方向に視線が移るため、挙動不審になりやすい。また、間違った解答を写してしまうこともある。結果としてのぞき見た答案とよく似た解答が並んだり、あるいは回答がのぞき見た答案と全く同じだったりした場合、採点中にカンニングが発覚することもある。これを防止するため、出題内容を他の受験者とランダムにする場合がある。
友人など、他の受験者からメモを回してもらう。
監督者からはもちろん、他の受験者から見ても明らかに挙動不審である。
成績の良い友人や知人に頼んで、代わりに試験を受けてもらう。
俗に「替玉（かえだま）受験」と呼ばれる手口。他人に替玉受験を依頼する際には多額の報酬を払う必要がある上、現代の試験においては証明写真の提出を求められる場合が多いため発覚しやすい。「知らない人」が受験する性質上、入試や国家試験で行いやすい。当然、2人とも処罰される。学校の定期試験では、顔と名前が一致する生徒が受験するのでもちろん不可能である。
携帯電話を持ち込んで電子メールで教えてもらう。
監督者から見ると、他の受験者と視線が違うので目立つ。2011年（平成23年）の大学入試問題ネット投稿事件で用いられたと思われる。対策として、携帯電話の持込みを禁止したり、使えないようにジャミングを行ったり、試験開始前に試験監督が受験者から預かったり、使用できないように受験者に携帯電話の電源を切ってもらい、試験前にカバンに入れさせたり、電源が切れているか試験監督者が確認したりする。日本での通信機能抑止装置の使用にあたっては、実施者が特別業務の局（従前は実験試験局）の免許を取得し、第三級陸上特殊無線技士以上の無線従事者による管理を要する。
無線による連絡。
小形の無線機を使用し試験会場外と連絡を取る。極小のワイヤレスイヤホンを耳に装着して、支援者から解答を聞くという手法などが考えられる。2012年（平成24年）に起こった運転免許試験カンニング事件では、この手法が用いられている。監督者は、電界強度計を用意し発信源の特定を行う等の対策があるが、基本的に技術開発のイタチごっこであり、手法が出たら対策を行うという関係上、取り締まり側が後手に回ってしまう。
机をコツコツと叩くなどして、友達に暗号で教えてもらう。
モールス符号を利用した手口である。音が出るため周囲に目立ちやすく、挙動不審にもなりやすい。他の受験者の筆記に伴う音などで正確に伝えることも難しい。
不正な手段により試験問題の出題内容に関する情報を得る。ただ、それを丸暗記してテストに臨む行為はカンニングとは見做されない（その場で不正行為をしていない為）。
入学試験や資格試験などでは試験問題が漏洩することはほぼありえないが、学校内の定期試験などでは、学生が試験問題を盗み見てしまったり問題作成者が一部の学生に対してのみ出題内容を教えてしまったりすることが少なからずある。試験の成績への影響は非常に大きいが、事前に問題が漏れていたかどうか、誰が情報を不正に入手したかを客観的に判断することは難しい。尚、教師が生徒にテスト範囲を教える事はあるが、これは学校側が生徒側に対し教えなければならない事なので、不正な手段とは見做されない。
試験の実施者や監督者等を買収する。
近年ではあまり見られないが、賄賂や買収も不正の手口として行われてきている。古くでは中国の科挙で買収を試みた例が存在した。
その他の不正行為
試験監督者や試験係員などの指示に従わないなど行為で注意を自身に引きつけ、その間に他人にカンニングさせる。

## 対策

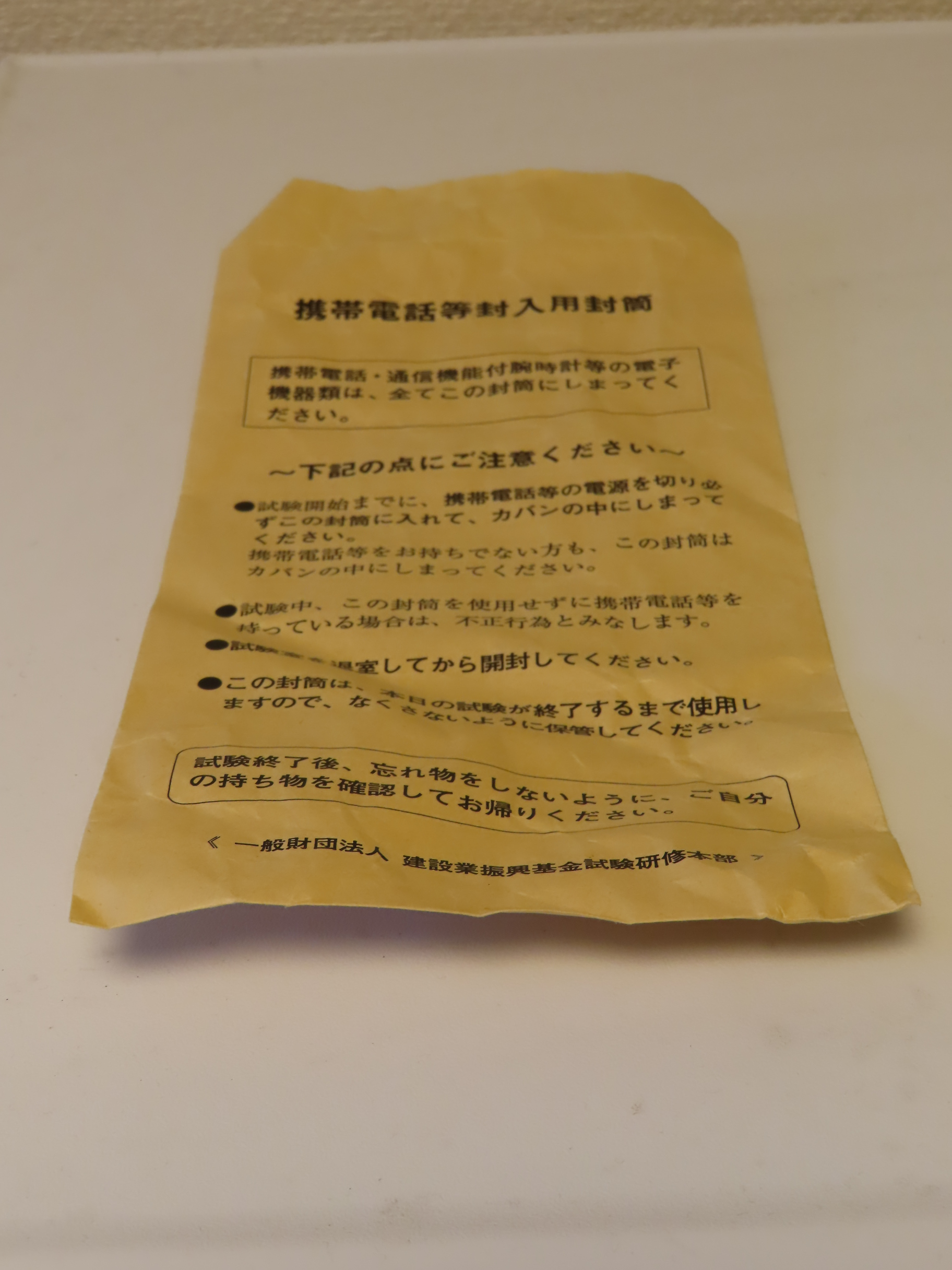
カンニングを防ぐために携帯電話を入れる封筒

電子機器の発達に伴い、カンニング対策も向上している。
例えば大学入試や資格試験においてトイレにおける電子機器使用を防ぐため、トイレに行く際は男性は試験官監視の元で小便器を使う等確実に電子機器が使用していないことが分かる場合に限り試験続行できる場合や、試験中にトイレに行くとその後試験続行できない形になる場合も多く、これらの措置は司法判断でも認められた。
また、大学入試においては試験問題を用意している場所への立ち入りを防ぐために、休憩時間を含めて受験生が使用可能な場所を大幅に制限している。そのため使用可能なトイレが限られ、試験会場では男子トイレの個室を中心にトイレが大変混雑してしまう問題がある。
2011年の受験で電子機器を用いたカンニングが起こった京都大学ではカンニング対策を強化しており、通信機能や計算機能を備えた腕時計型ウェアラブル端末が普及してきたことを受けて、入試日は全試験室に電波時計を設置するとともに、受験生に対して、試験室内での各自の時計（腕時計、置時計、スマートウォッチ等）の使用を認めないこととした。
中国では金属探知機や小型の電波妨害機器を置き、さらにドローンを飛ばしつ空からも妨害電波を発信するなど徹底した電子機器不正行為対策が行われている。

## カンニング事件の例
- 1971年 - 大阪大学・大阪市立大学医学部入試問題密売事件[9][10]
- 1977年 - 慶應義塾大学商学部入試問題漏洩事件[11]
- 1977年 - 群馬県総合交通センターカンニング事件。×とすべき問題番号を貼った鉛筆を持ち込む手口[12]。
- 1980年 - 早稲田大学商学部入試問題漏洩事件[13]
- 2000年 - 歯科医師国家試験問題漏洩事件
- 2002年 - 一橋大学学期末試験問題　集団カンニング事件[14]
- 2004年5月 - 所沢高校カンニング自殺事件
- 2004年11月 - 韓国大学入試問題　集団カンニング事件
- 2005年7月 - 台湾大学入試問題　集団カンニング事件
- 2006年 - 韓国TOEIC　集団カンニング事件
- 2010年 - 看護師国家試験問題漏洩事件
- 2011年 - 大学入試問題ネット投稿事件
- 2011年 - 沖縄県警察学校卒業試験問題漏洩事件[15]
- 2012年 - 中国人グループ自動車運転免許試験問題カンニング事件[4]
- 2014年 - 横浜市立大学医学部実技試験問題集団カンニング事件
- 2015年 - 司法試験問題漏洩事件
- 2016年 - 運行管理者試験で大規模カンニングが判明し、兵庫県警察が運送会社社員9人を書類送検[16]。
- 2017年 - 海上自衛隊の「海曹士技能検定」で試験問題が4つの地方総監部に人脈によって漏洩[17]
- 2017年 - 6月2日に兵庫県明石市立明石商業高等学校で実施された実用英語技能検定で、受験した生徒のうち2人がカンニングを行っていたことが、翌2018年3月に判明。同校が試験監督を日本英語検定協会が定める通りの人数で配置しておらず、部屋ごとに人数にムラが生じていたため、監督不在の教室が生じ、その結果、カンニングが可能となっていた[18]。
- 2018年 - 関西大学北陽高等学校の一部の生徒が、関西大学への内部進学の合否判定に用いられる民間実施の模試の回答を、インターネットを通じて事前入手して回答していたことが7月に判明。これを受け関大は、選考の公正性が害されるとして、同校を含めた付属3高校からの内部進学者の合否判定を見直すことにした[19]。関大としては、問題の発覚した模試について、結果を選考に用いないことにしたが、民間の模試を合否判定に用いていた大学側にも責任があるとして、不正受験した生徒についても、選考から除外しないとした[20]。
- 2018年 - 陸上自衛隊伊丹駐屯地に所属する43人の自衛官が、8月に同大津駐屯地で行われた陸士長から3等陸曹に昇格するための試験問題を事前に入手して受験していたことが翌2019年8月に判明。事前に2人の指導教官が試験問題の保管場所を教えるなどの不正を行っていた。さらに別の部隊に所属する陸士長5名が問題をスマートフォンで送信するなどの不正行為を行っていたことも判明した[21]。
- 2021年12月 - 清風高等学校の期末試験でカンニングが発覚した生徒が2日後に自殺[22]。

## 処罰
カンニングは公平かつ公正な試験に反するため、発覚した場合はその試験は失格となり処罰が下る。失格の際、即時解答用紙没収または試験会場から即退場となるのが一般的である。受験料・検定料などは返還されない。また、合格したあとにカンニングが発覚した場合も失格となり合格取消となる。
日本では個別法の規定により一部の試験（主に国家試験）において以後の受験が一定期間、もしくは、今後一切の受験が認められなかったり、国家試験実施者について試験問題漏洩罪が、カンニングをして合格した受験者には免許証不正受交付罪や免許証不正拝受罪や免許証不正登録罪が規定されていることがある。
実施者の試験問題漏洩罪や免許証不正受交付罪や免許証不正拝受罪や免許証不正登録罪に該当しないカンニングについては、窃盗罪や偽計業務妨害罪の罪状で警察沙汰・刑事捜査に発展した例もあり、カンニングで警察に逮捕されたケースも少なくない。
日本の中学校や高等学校の定期考査（定期試験）などにおいては、当該教科・科目は失格となる。なお、学校の判断によって異なるが、場合によっては、当該教科・科目だけでなく、その考査期間中の全ての試験も失格になることもある。さらには、それまでに受験した教科・科目の全て、並びにそれ以降に受ける予定の教科・科目の全ての試験も失格になることもある（学習成績で得点が0点（無得点）とされる。）。未受験の試験はその後受けることができない場合もある。なお、結果として停学（いわゆる自宅謹慎）など学校に処罰されるだけでなく、単位が不足して進級や卒業ができなくなる他、最悪の場合、退学になることもあるので、その代償は大きい。また、「過去にカンニングした可能性がある」と過去のカンニングが発覚して、試験が失格になることもある。
大学の期末試験では各学の判断にもよるが、中学・高校の定期試験同様、不正行為を行った試験は当然失格になる。場合によっては、当該科目の単位が不認定となるのはもちろん、当該科目以外の取得予定だった単位のすべてが不認定になることもある。加えて、一般的に校長（学長）から訓告以上の懲戒処分がなされる。
これは、法的な効果をもたらす処分であり、原則として、それ以後の推薦状の発行、調査書や人物証明書の記載内容などに影響がある。私立の大学附属中学校・高等学校などでこのような処分を受けた場合、内部進学ができなくなることがある。懲戒として停学処分を行い、最悪の場合、中学・高校と同じく退学処分になる場合もある。
大学によっては「試験不正行為取締規則」なる規程を設け、これに基づいて懲戒を決定するところもある。一部には、原則として退学処分を行う大学などもある。
一部の学校では、Apple Watchを含むスマートウォッチの発売を受け、入試・試験会場での腕時計の使用・持ち込みを禁止にしているところがある。
欧米では、大学などは学問を行う場として重んじられており、カンニングは、自分から学んでよく考えることを否定する行為とされている。
このため処分も厳しく、カンニングに対しては退学処分が比較的多い。ハーバード大学の例では、レポートを丸写しして提出した学生の行為をカンニングとし、125名もの学生が試験が失格になったうえに退学、停学等の処分としたことがある。
逆に、就職が決まらずに留年したり、全部失格（0点）にしてから再履修してよい成績をとるという方法も考えられるが、たとえその方法で成績を上げたとしても、特待生の選考や推薦入試の選考などで外される危険性もありうる。
また、既遂に限らず未遂あるいは予備行為も罰せられることもある。

## その他
- 中国では、カンニング行為は6世紀より始まった科挙において既に行われていた。科挙は当時の中国で最も権威ある登用試験であり、カンニング防止のために厳重な身体検査も行われたが、それでも科挙に合格すれば官僚としての地位と名声と富が約束されるとあって、受験生たちは様々な手段を駆使してカンニングに挑んだ。合格には四書五経を丸暗記しなければならないため、豆本[25]、替え玉受験、試験官への賄賂などは常套手段であり、中には全面に細かい文字で数十万字にも及ぶテキストの文章を書き込んだカンニング用の下着さえ存在した。この下着は日本では藤井斉成会有鄰館に展示されている[注釈 7]。一方でカンニングに対する罰も相応に厳しく、カンニングが発覚した場合、本人のみならず一族全員に至るまで死刑にされた例もあった[26]。監視役の側も、受験生のカンニングを見逃した場合は処罰の対象になり、逆にカンニングを発見した場合は報奨金が約束されていたため、厳重な態勢で監視を行なっていた。
- インド北部のラジャスターン州では2021年、教員採用試験でインターネットを利用したカンニングを防ぐため、一時的に州内のインターネットの接続を遮断する措置が採られた[27]。
- 正岡子規は、1884年（明治17年）の東大予備門の入試でカンニングをしたことがある。英語の試験の際に"judiciary"の意味が分からなかった子規が隣の席の受験生に意味を聞いたところ、「ほうかん」と言われた。本当は「法官」という意味だったが、子規はこれを「幇間」（たいこもち）だと勘違いして解答用紙に書いてしまったという。ちなみに子規はこの入試に合格したが、子規に答えを教えた受験者は不合格になったという（『墨汁一滴』）[28]。
- 子規の友人であった夏目漱石も同じく東大予備門の入試でカンニングをしたことがある。漱石は数学の試験の際に「隣の人に見せてもらったのか、それともこっそり見たのか、まあそんなことをして試験は漸っと済した」ことを後年明かしている。ちなみに漱石はこの入試に合格したが、漱石に答えを見せた受験者は不合格になったという（『私の経過した学生時代』）[28]。
- 石川啄木 - 旧制中学の試験でカンニングが発覚、保証人の交代願いが今に残されている。
- 橋本龍太郎（元首相）- 麻布中学在学中にカンニングの手助けをしていた[29]。
- 川島なお美 - 大学生時代に、カンニングをしたことがあると発言。その際の「開き直り」的な発言も含めて、一部で物議を醸した。
- 長嶋一茂 - 大学時代にカンニングしたことがあると発言[30]。
- ドナルド・トランプ（アメリカ合衆国第45代大統領） - 姪のメアリー・トランプが発表した告発本『世界で最も危険な男』に、大学受験の際に成績の良かった同級生に金を与えて替え玉受験をさせていた過去が書かれている。ただし、トランプ本人はこれを全面的に否定している。
- ノブ (お笑い芸人) - 高校時代、試験でカンニングを行ったため、停学処分を受けた。
- 餅田コシヒカリ - 高校入学早々、試験でカンニングを行ったため、2週間の停学処分を受けた。[31]
- 藤野克己 - NPO法人日本点字普及協会理事長。点字を用いるカンニングを企てたが、触読ができずに失敗した[32]

## 関連語
- カンペ - テレビ番組などの収録に際し、スタッフが演者に対して掲げる紙製のボードやスケッチブックであり、番組の進行、台詞、コメント、歌詞などを、大きな文字で表記した演出用の道具のこと。カンペの目的は台本の補足と演者への指示であるため、視聴者からは見えない位置に掲示される。演出用の「カンペ」の語源は、「看板ペーパー」（紙で作られた看板）であって、「カンニングペーパー」の略語ではない。そのため「不正行為」の意味を持たない。また、他の言語においては、「kanban」として、プロセス管理の技法を示す語として用いられている。他にも、舞台芸術の種類によっては、「プロンプト」や「後見」が同種の意味を持つ用語として用いられる。

- プロンプター - オペラ・講演などの際に、台詞の発するタイミングを手助けする人・あるいは原稿を読む際の手助けとなる装置。映画「ラスト サムライ」では、主人公が銃の宣伝文句を述べる際に、彼が読み上げる台詞が書かれた紙を持った係が客席に居る描写がされている。
- カンニング・ブレス - 合唱や金管楽器、木管楽器の演奏などにおいて、本来息を継ぐべきでないフレーズの中途などで行う呼吸のこと。一息では発音できない長いフレーズが切れずに繋がって聞こえるように、同じパートの演奏者が少しずつ場所をずらしてブレスをするなどの方法によって行なわれる。
- 笏 - 宮廷において備忘のために、儀式の作法・式次第を記した紙を貼って使用した。またその記した紙を笏紙と呼ぶ。
- ソフト指し - チェス、囲碁、将棋の対局でコンピュータの手を参照（カンニング）する行為[33]。コンピュータが人間を上回った2010年代後半から問題となっている[34]。

## 作品
- ザ・カンニング IQ=0 - バカロレアをカンニングにより突破しようとする学生を描いたフランスのコメディ映画。1980年公開。
- That's カンニング! 史上最大の作戦? - 学生寮の生き残りをかけ、あらゆる方法でカンニングをしていく日本のコメディ映画。1996年公開。
- バッド・ジーニアス 危険な天才たち - 2017年のタイ映画。
- 試験あらし（テストあらし） - カンニングを題材とした聖日出夫の漫画作品。
- カンニンGOOD - カンニングを題材とした毛内浩靖の漫画作品。
- CHEATING CRAFT - カンニングを題材としたアニメ。